# Batalha das Planícies de Abraão
A Batalha das Planícies de Abraão foi uma batalha fundamental no cenário norte-americano da Guerra dos Sete Anos. O confronto, que teve início em 13 de setembro de 1759, foi travado entre Exército e Marinha britânicos e o Exército Francês, em um platô localizado próximo aos muros da cidade de Quebec. O combate envolveu menos de 10 mil tropas entre os dois lados, mas provou ter sido um momento decisivo no conflito entre França e Grã-Bretanha na Guerra Franco-Indígena pelo destino da Nova França, influenciando mais tarde na criação do Canadá.
A batalha em si, que durou menos de uma hora, foi o clímax do cerco britânico à cidade, que já durava três meses. O comandante das tropas britânicas, o general James Wolfe, quebrou com sucesso a formação de coluna das tropas francesas e da milícia da Nova França, sob o comando do Marquês de Montcalm. Ambos os generais foram mortalmente feridos durante a batalha; Wolfe morreu ainda no campo e Montcalm faleceu na manhã seguinte.[carece de fontes?]
Ulteriormente ao término da batalha, as forças militares francesas que sobraram e o resto da América do Norte ficaram sobre crescente pressão das forças britânicas. No intervalo de quatro anos, o controle francês do que teria sido o Canadá oriental seria cedido totalmente à Grã-Bretanha.[carece de fontes?]